# 大型X射线计时观测台
大型X射线计时观测台（Large Observatory for X-ray Timing)，简称阁楼号(LOFT)是欧洲空间局一项拟议的太空任务，最初定于2022年左右发射，现提议在2025年左右发射。该任务将致力于研究中子星、黑洞和其他致密星的快速X射线变化。阁楼号项目得到了大范围的国际合作支持，研究人员遍布意大利、瑞士、德国、丹麦、英国、希腊、爱尔兰、荷兰、波兰、捷克共和国、西班牙等大部分欧洲国家，以及巴西、加拿大、以色列、美国和土耳其的帮助。斯隆荷兰空间研究所则承担了该项目的首席研究员任务。    
该任务被提交欧空局宇宙愿景中三号提案评选，并与其他三项任务一起被选中进入初始评估阶段。
2014年2月19日，柏拉图号任务击败包括阁楼号在内的其它候选项目而一举中选。尽管如此，阁楼号已提交宇宙愿景中计划将于2025年发射的中4号任务征选。

## 任务架构
大型X射线计时任务观测台由两部仪器组成。
- 大面积探测器（LAD），一台10米2准直X射线探测器；
- 宽景深监视器（WFM），一台编码掩模广角X射线监视器。

大面积探测器（LAD）在2-50千电子伏范围内的有效面积为~10米2（比当前的星载X射线探测器，例如罗西X射线计时探测器大一个数量级），但仍然适合传统平台和中小型运载火箭，这要归功于大面积硅漂移探测器（SDD）的整体设计。 
广角监视器（WFM）是一台掩码编码的X射线监视器，具有大视场（随时观察大面积探测器可探测的约50%的天空），它也基于硅漂移探测器技术，其工作能量范围与大面积探测器相同，即2-50千电子伏。

## 目标
阁楼号的主要科学目标是：
- 中子星结构及其状态方程的测定；
- 强引力场中的物理学研究，如黑洞周围的吸积盘中；
- 黑洞质量和自旋的直接测量。

除这些课题外，阁楼号还将研究各种天体物理源的X射线光谱和变异性，例如磁星、活动星系核、激变变星、X射线瞬变和伽马射线暴。
阁楼号的独特功能，使该仪器肯定能够在广泛的天体物理研究领域中提供新的突破。

## 另请查看
- 回声号
- 马可波罗-R
- 时空探索者与量子等效原理空间测试

## 外部前两日
- 为欧空局宇宙愿景计划中下一中级任务挑选的四项候选方案 （页面存档备份，存于）
- 官方网站
- 阁楼号支持者通讯 （页面存档备份，存于）